# Реформация в Италии
Реформация в Италии, в отличие от многих других регионов Европы, где движение Реформации пустило пышные ростки, отличалась достаточно сдержанным развитием и вызвала мощнейшее противостоящее ей движение контрреформации, которой управляло мощное Папское государство.

## Характеристика
В XVI веке политическая ситуация в Италии оставалась достаточно сложной: не так давно прошли Итальянские войны и испанские и французские армии покинули землю, страна оставалась раздробленной на враждующие государства, эпоха Возрождения подходила к концу и ренессансный гуманизм приходил в упадок (только Венеция сохраняла подъём). Тем не менее, в отличие от заальпийской Европы, протестантское движение не нашло поддержки ни в широких народных массах, ни среди государственных деятелей. Италия, находившаяся под сильным и долговременным влиянием папы, осталась преданной католицизму, а его негативные черты, в других странах выразившиеся в идеях Реформации, здесь получили реакцию в форме Контрреформации, значительно изменившей привычный облик католицизма. Бертран Рассел приводит одну из причин, почему данный процесс конкретно в Италии имел свою специфику:

Реформация и Контрреформация в равной степени представляют собой восстание менее цивилизованных народов против интеллектуального господства Италии. В случае Реформации восстание носило одновременно политический и теологический характер; отвергался авторитет папы, и дань, которую он получал благодаря своей папской власти, в его казну больше не поступала. В случае Контрреформации восстание было лишь против интеллектуальной и нравственной свободы Италии эпохи Возрождения; власть папы не уменьшалась, а увеличивалась, в то же время становилось очевидным, что его авторитет несовместим с беспечной распущенностью Борджа и Медичи. Грубо говоря, Реформация была германской, Контрреформация — испанской; религиозные войны одновременно были и войнами между Испанией и её врагами, совпадая по времени с периодом, когда испанское могущество было в расцвете.

Тем не менее, история Италии данного периода характеризуется рядом персоналий, оставивших след в истории Реформаторского движения.

## История
Предпосылки к очищению католической веры назревали в Италии давно: ещё в XIV веке святая Екатерина Сиенская осмелилась написать: 
«Вы превратили 10 заповедей в одну — „Несите нам денег“. Рим — адская бездна, где заседает дьявол и распродаёт блага, которые Иисус заслужил Своими Страстями».
Собственно предреформационное движение в Италии началось в последние десятилетия XV века, когда Джироламо Савонарола развернул во Флоренции свою деятельность. Для умонастроений разных слоев общества в первые десятилетия XVI века были характерны идеи морального очищения общества, религиозного обновления и реформы церкви. Этому способствовала и бедность простого народа (сохранявшего отчасти традиции средневековых ересей вальденсов и альбигойцев), и недовольство политикой церкви в аристократических кругах, а также среди купцов и даже части клира.
Евангелическая вера (речь об учении Мартина Лютера, Цвингли и др.) в ранний период беспорядочно проникала в итальянские города-государства, причём в такой форме, что лютеранство отличить от местного антиклерикализма было достаточно сложно, а лютеранские и католические эразмические реформы весьма напоминали друг друга. Анабаптизм, антитринитаризм и другие сектантские верования, судя по всему, начали проникать в массы (есть свидетельства о существовании таких общин в Виченце и Венеции). Кальвин очень интересовался успехами евангельской веры в Италии. Его письма говорят о том, что он верил, что Италия присоединится к движению путём обращения князей через чудесную силу Слова. Он переписывался с феррарской герцогиней Рене Французской, посетив её в 1537 году, но её муж Эрколе II д'Эсте энергично сопротивлялся его обаянию, а в 1559 году Рене была изгнана в Париж её собственным сыном Альфонсо II д'Эсте, новым герцогом, так как Феррара не собиралась порывать с папой и страдать от вторжения армий.
Очаги реформационного движения возникли в Неаполе, Лукке, Флоренции, Венеции и Ферраре, ряде других городов. К протестантским доктринам (лютеранству, кальвинизму, цвинглианству, учению Меланхтона, и к сложившейся на итальянской почве «философской ереси») проявляли интерес образованные круги итальянского общества, включая представителей гуманистической интеллигенции. Отсюда проистекает одна из особенностей Реформации в Италии — тесное переплетение религиозных и философских идей и заметное влияние идей ренессансного гуманизма на реформационные теории. К колеблющимся примыкало значительное число высокопоставленных клириков. Итальянские гуманисты желали воскресить простые элементы раннего христианства, некоторые из них желали реформировать иерархию всех католических институтов. Частично они интересовались идеей Реформации — спасение через веру, а также в то, что Писание — это единственный признаваемый авторитет. Кардинал Мороне, Контарини и другие входили в число тех, кто придерживался такого умонастроения, но при этом они не хотели отвергать идею о папе как о главе христианского мира и их ужасала сама мысль о схизме.
При этом идеи Реформации находили приверженцев в среде мелких ремесленников и торговцев, городской бедноты. Среди них встречались свои проповедники, создавались секты, а религиозные идеи получали социальную интерпретацию. Эти два классово обусловленных течения не всегда сливались в единое русло реформационного движения. Для кружков аристократии, клира, купцов и интеллигенции было характерно теоретическое осмысление реформационных учений, которое не имело чёткой практической ориентации и было очень пёстрым в идейном отношении. Подобная раздробленность, не вылившейся в Италии в крупное социальное движение, облегчила победу церкви, перешедшей в активное наступление после Тридентского собора.

### Венеция
Венецианская республика, благодаря своей политической ориентации противостоявшая Риму, обладала достаточной степенью терпимости. Кроме того, она являлась крупнейшим типографским центром Италии. В ней были опубликованы отдельные труды Лютера и Цвингли. Там же была напечатана популярная протестантская брошюра на итальянском языке «Наиполезнейший трактат о благах распятия Иисуса Христа» Бенедетто Лукино, состоявшая, в основном, из фрагментов Кальвина.
Венецианский университет Падуи (также как и болонский) включал большое количество германских студентов, которые организовали активную протестантскую пропаганду, причём местные власти долгое время не вмешивались, боясь потерять доход.

### Неаполь
В Южной Италии — Неаполитанском королевстве под контролем Испании — реформационные выступления приняли особенно крупные масштабы. Неаполь стал одним из главных центров Реформации. 
В 1530-е годы там развернулась деятельность кружка Хуана де Вальдеса, который с гуманистических позиций осмысливал основы христианской веры и, как и другие реформаторы, развивал тезис о необходимости отмены церковной иерархии.
Популяризацией его идей в народе занялся проповедник Бернардино Окино, который разделял также многие антицерковные позиции немецкого деятеля протестантизма   Филиппа Меланхтона.

### Книги
Наиболее характерными сочинениями для этого периода являются книги Хуана де Вальдеса, испанского священника, собравшего в Неаполе большой круг почитателей из представителей аристократии, разделявших с ним ощущение необходимости обновления католицизма — но не порывая с ним окончательно. Для этого мистика важным было понятие "Оправдание через веру" (реминисценция учения ап. Павла из "Послания к римлянам" и др.), он считал, что только самоотречением человек может приобрести святость и этим путём подтвердить образ Бога, по подобию которого он сотворен. Эта идея повторяется в ряде его сочинений (см.), которые были написаны по-испански, потом переведены на итальянский и циркулировали в рукописях.
Затем некий его ученик, неизвестный по имени, написал "Il beneficio della morte di Cristo", (скорее всего, это работа бенедиктинского монаха Бенедетто ди Мантуя, но может быть, автором был и Антонио Палеарио). Маркантонио Фламинио отредактировал эту «маленькую золотую книгу» (как называл её Пьеро Паоло Веджерио), затем она циркулировала в рукописи, а в 1540 году её напечатали в Венеции, и Риме в 1544 году тиражом в 40 тыс. и широко распространили по Италии.
В книге 6 глав, она описывает состояние человека перед совершением греха, его состояние после совершения, и утверждает: «Оправдание, прощение грехов, и всё наше спасение зависит только от Христа», отрицая, таким образом, необходимость священства. Цитировались работы Василия, Амвросия, Иллария, Августина и Бернарда, чтобы доказать что в их работах тоже есть слова о свободе спасения помимо канонического права. Книга была внесена в Индекс запрещенных книг в 1549 году монсеньором делла Каза. Её называли «кредо» итальянской реформации, и инквизиция так усердствовала в её поисках, что на некоторое время считалось, что уничтожены все копии.

### Инквизиция
Переломным для развития Реформации в Италии стал 1542 год, когда папа Павел III под давлением кардинала Караффа (будущего Павла IV) основал канцелярию Священной Римской инквизиции. После этого большинство итальянских сторонников реформации, не в силах поднять народные массы, под страхом наказания бежали из страны и нашли убежище в университетских центрах протестантской Европы.
Инквизиция была основана в Риме в 1542 году, а в Неаполе — в мае 1547 года. Вице-король Неаполя дон Педро де Толедо, не посмел опубликовать письмо папы о введении в этом городе инквизиции с торжественной помпой, а тайком прибил его на дверь архиепископского дворца, скрывшись в своём замке Поццуоли в ожидании результата. Указ вызвал негодование в городе. Несколько месяцев спустя за этим последовал новый эдикт, подтверждающий предыдущий, в результате чего в городе начался бунт. Вице-король послал за испанскими войсками, горожане же тем временем послали депутацию к императору, который откликнулся на их просьбу, и эдикт в Неаполе был отменён.
Когда папа Павел III умер, следующим папой стал кардинал дель Монте под именем Юлий III (7 февраля 1550), причём Реджинальд Поул набрал так много голосов, что был вторым, и ему при втором круге голосования не хватило лишь одного голоса. Тиары ему стоили его воззрения на «оправдание через веру».
В 1560 году были полностью уничтожены два города La Guardia и Santo Xisto, где жили вальденсы. Затем умер папа-инквизитор, и следующим понтификом стал представитель миланской ветви Медичи под именем Пия IV. Он стал контрастом предыдущему во всём. В 1565 он умер, и новый понтифик взял имя Пий V — аскет, суровый инквизитор, который теперь получил возможность искоренять ересь.
Первым наиболее впечатлившим итальянцев процессом стало сожжение Пьетро Карнесекки (1567). Кроме того, Лелий Социн имел родственников в Италии, и инквизиция преследовала и арестовала некоторых из них. 
В рамках действий инквизиции были казнены гуманист и реформатор Аонио Палеарио (1570), утопист Франческо Пуччи (1597), философы Джордано Бруно (1600) и Джулио Чезаре Ванини (1619); Томмазо Кампанелла 33 года провел в заключении; Галилео Галилей был вынужден отречься от своих убеждений.

## Деятели итальянской Реформации
- Маттиас Флациус Иллирийский (1520—1575), адвокат. Рано осиротел и учился в Венеции с другом Эразма Роттердамского гуманистом Баттиста Игнатиум. Его дядя, который был провинциальным францисканцем, но при этом симпатизировал Реформации, отговорил Маттиаса от пострига и вдохновил на университетскую деятельность. Молодой человек побывал в университетах Базеля, Тюбингена и Виттенберга, где с ним общались Меланхтон и Лютер. В 1544 году он был назначен профессором иврита. Позже Иллирик поссорился с Меланхтоном (из-за Лейпцигского интерима), с тех пор он переезжал из Йены в Регенсбург, Антверпен, Страсбург и Франкфурт вплоть до своей кончины. Его обвиняли в манихействе, так как он много внимания уделял наличию в человеке греховной и злой природы. Он оказал значительное влияние на протестантскую мысль своим экзегетическим сочинением «Clavis» (ключом к Писанию), и исторической схемой Магдебургских центурий. Оба эти работы были написаны, чтобы доказать, что папство зиждется на ложном основании[1].
- Хуан де Вальдес (ок. 1509—1514) — бежавший из Испании священник обосновался в Неаполе и вокруг него сформировался крупный кружок, включавший большое количество аристократов, в том числе Виттория Колонна и Джулия Гонзага. Он был мистиком, эразмитом, и придерживался концепции Оправдания через веру, повлияв на мировоззрение Пьетро Карнесекки. Вальдес рано умер и его душеприказчица Джулия Гонзага продолжила его начинания, установив контакт с кружком, который собирался в Витербо в доме английского кардинала Реджинальда Поула (скрывавшегося от Генриха VIII), который был близок к позициям Реформации. В нём после смерти Вальдеса его ученики нашли нового лидера, но когда в 1558 году Поулу предписали явится в Рим на суд инквизиции и ответить на обвинение в ереси, что он и сделал, признав себя католиком и верным папе, Джулия в письме к Карнесекки назвала это заявление «скандальным».

- Пьетро Карнесекки (1508—1567), ученик Вальдеса, стал одной из первых и видных жертв инквизиции. Он родился в 1508 году в знатной флорентийской семье. Учился в Риме в доме кардинала Довицци, и поступил на папскую службу. Во время Клемента VII его сделали апостолическим пронотариум, и его влияние было таким сильным, что говорили «он был папой больше, чем сам Клемент». Визит к Джулии Гонзага в 1540 года вовлек его в общество Вальдеса, которого он уже знал в Риме. Он бежал в Париж, вернулся в Венецию, в 1557 был вызван в Рим и бежал в Женеву. При Пие V ситуация стала чуть получше, чем при его предшественнике Павле IV, и Карнесекки чувствовал себя безопасно во Флоренции, пока в 1565 году инквизиция не возобновила свою деятельность. Герцог Козимо Медичи выдал его, и на состоявшемся вслед за этим процессе он был осужден на смерть. Материалы о процессе над ним, устроенным инквизицией в Риме является ценным источником об итальянской реформации, так как многие его собеседники по Риму и Витербо были осуждены этим трибуналом, причём некоторые посмертно[3]. По этому делу 17 человек были осуждены, из них 15 получили пожизненное заключение на галерах, а Пьетро Карнесекки вместе с братом Джулио Маресио были обезглавлены, а затем сожжены на мосту Святого Ангела  1 октября 1567 года.

- Бернардино Окино (1487—1564), известный в своё время проповедник, был генералом ордена францисканцев-обсервантов, в 1534 году перешёл в орден капуцинов, где через четыре года был избран заместителем генерала. В 1539 году по приглашению кардинала Пьетро Бембо, он прочёл в Венеции цикл проповедей, где налицо была идея оправдания верою. После организации Караффой инквизиции Окино был немедленно вызван в Рим, но, предупреждённый кардиналом Контарини, он успел бежать в Женеву, где его гостеприимно встретил Кальвин. Окино издал 6 томов на тему своего обращения в евангельскую веру. В 1545 году он стал пастором общины итальянских беженцев в Аугсбург, едва успел спастись, когда город заняли войска Карла V. Бежал через Страсбург в Англию, где Эдуард VI назначил ему содержание. Там было опубликовано его произведение «Трагедия, или диалог о незаконном первенстве епископа Римского» (1549), в котором Люцифер, разъярённый распространением Царствия Христова, собирает всех извергов и сажает на престол папу в качестве антихриста. Автор ликует: когда Сатана и Антихрист практически победили, Господь даёт дорогу Генриху VIII и его «славному» сыну (покровителю Окино), которые успешно повергают врагов. Следующая английская королева — Мария Кровавая, изгнала Окино из страны и он стал пастором итальянской общины в Цюрихе. Однако в «Тридцати беседах» он поддержал многоженство и высказал некоторые нетрадиционные представления о Троице, за что был изгнан оттуда, и бежал в Польшу, откуда тоже был изгнан, скончавшись, наконец, в Моравии[1].
- Пьетро Паоло Верджерио (1498—1565), занимавший одно время высокое положение в католической иерархии, изучал каноническое право, был епископом Каподистрии и папским легатом. В 1535 году он был командирован в Виттенберг для переговоров об экуменическом совете церквей и был чрезвычайно впечатлен личностью Лютера. Вернувшись в Италию, он навестил Франческо Спьеру, пребывая в состоянии острого духовного конфликта. К 1548 году он для себя принял решение об истинности евангелической веры, и на следующий год уехал в Швейцарию, где стал пастором общины итальянских лютеран, а также советником герцога Кристопа Вюртембергского. В доктринальном отношении он был подлинным лютеранином и оказал большое влияние на развитие религиозной жизни[1].

- Пётр Мартир Вермильи (1500—1562) родился во Флоренции в семье последователя Савонаролы. Учился в августинских монастырях Фьезоле и Падуи, был проповедником в Брешии, Пизе, Венеции и Риме. В 1530 году стал аббатом августинского монастыря в Сполето, а через три года — приором монастыря Сан Пьетро в Неаполе, где познакомился с Вальдесом. Тогда же посвятил себя изучению Библии и чтению Цвингли и Буцера. Он был отличным проповедником, но когда он толковал Первое послание к коринфянам, на которой предположительно основывается доктрина о чистилище, как простую фигуративную аллюзию, вице-король поднял тревогу и ему запретили проповедовать. Пьетро послал апелляцию в Рим, где у него были такие влиятельные друзья, что запрет был снят, и он стал генеральным викарием ордена. После смерти Вальдеса он серьёзно заболел лихорадкой, от которой умер его друг Бенедетто Касано, и уехал из Неаполя, чтобы стать приором Сан-Фредиано в Лукке[3]. В 1541 году попал под подозрение вице-короля Неаполя и переехал в Лукку (где зарождалась протестантская община). Получил приказ предстать перед руководством своего ордена в Генуе, и перед этим заехал во Флоренцию, где получив совет от Бернардино Окино, бежал в Цюрих, Базель и Страсбург, откуда в 1547 был принят в Оксфорд в качестве профессора теологии. При Марии Кровавой бежал обратно в Страсбург. Скончался в Цюрихе профессором иврита. Его взгляды на причастие к этому моменту смешались с учением Цвингли[1].
- Джакомо Аконтий (1492—1560?), как Окино и Вермильи обратился к ещё более радикальной форме протестантизма, чем лютеранство. Он бежал через Швейцарию и Страсбург в Англию, где к тому моменту правила уже Елизавета. Был инженером (осушал болота и отстраивал замки) и написал две религиозные книги — «Di methodo», о корректных методах исследования Писания, и «Stratagemata satanae», в которой он заявил, что догматические вероучения являются раскольническими уловками сатаны, а потому следует выделить наименьший общий знаменатель, или основу различных символов веры, а все спорные вопросы оставить как несущественные[1].
- Ученик Вальдеса, граф Галлеацо Караччиоло, сын Колантонио Караччиоли, маркиза ди Вико, племянник кардинала Караффа (1517—1586). Он путешествовал по Германии на службе императора и слушая Лютера и Кальвина, узнал, что «оправдания через веру» достаточно, и он должен отринуть идолопоклонство. 26 марта 1551 ему хватило храбрости оставить жену, детей и состояние, и отправиться в пилигримаж. Он пришёл в Аугсбург, затем в Женеву. Многие хотели вернуть его обратно. Он согласился встретиться со своим отцом в Вероне. Его дядя стал папой под именем Павла IV. Позже его сын Карло стал дигнитарием католической церкви, его пытались вернуть в лоно католической церкви, но он не поколебался. Он остался в Женеве, где был скромным проповедником и пастором итальянской реформированной церкви. Умер в 1586.